# Батько наш Бандера
„Батько наш Бандера, Україна мати“`(Баща наш – Бандера, Украйна – майка!) е украинска патриотична песен, придобила всеукраинска популярност през есента на 2021 г..

## История
Песента се появява публично на 4 март 2019 г. в изпълнение на монаси под ръководството на отец Анатолий Зинкевич в YouTube канала на „Газета Мисто“, където е публикуван видеоклип с откъс от песента. Очевидно е, че записът е направен по-рано, тъй като отец Анатолий почива на 13 февруари 2019 г.
Следваща публикация се появява в канала на Оксана Мотика в YouTube на 11 януари 2020 г., където песента се изпълнява от членове на ансамбъл „Пентархия“, студентски вокален квинтет от богословския факултет на Чернивецкия Национален Университет „Ю. Федкович“ (ЧНУ). Те са и създателите на една от най-популярните версии на песента. Редактор на текста е един от членовете на „Пентархия“ и също и изпълнител на песента Олег Луцан. В основата на създадената от него песен са думите от вече споменатото видео с Анатолий Зинкевич и от песента „Ой в гората, в гората, под дъба зелен“, която може да се намери на уебсайта „Електронен архив на украинския фолклор“. Версия на песента „Баща наш – Бандера“, композирана от Олег Луцан, е публикувана на 19 септември 2019 г. от студента по „Теология“ в ЧНУ Павло Мандзюк на сайта „Украински песни“.
Най-популярната версия е записана в катедралата Света Богородица на 8 януари 2020 г. в с. Зелени Яр в къщата на местния свещеник Васил Мотика и с автор на видеото Оксана Мотика. Малко след публикуването на видеото в проруския интернет ресурс „Съюз на православните журналисти (СПЖ)“ се появява статия, критикуваща песента и изпълнителите. По-късно това започва да се обсъжда и в руските медии. Мемовете в социалните мрежи, използващи звука, извлечен от видеото, започват да се появяват през септември 2020 г. Първо това прави блогърът и лингвист Андрий Шимановски. Но песента придобива най-голям резонанс, след като ученички от Лвов публикуват видеоклип в социалните медии, където пеят заедно със записа на „Pentarchy“. Видеото започва да се разпространява не само в украинските, но и в руските медии. Започват да говорят за това дори по руските пропагандни канали с порой от критики. В отговор на критиките украинците правят масов флашмоб с изпълнение на песента „Бащице наш – Бандера“, който се разпространява във всички краища на Украйна, включително Донбас , както и по целия свят. Участниците във флашмоба или сами пеят песента, или често използват записа на „Пентархия“. Между другото, по-добър видеозапис на изпълнението на песента от „Пентархия“ в родната къща на Степан Бандера в с. Стар Угринов, също направен на 8 януари 2020 г., но публикуван преди Деня на Обединението на Украйна на 22 януари 2020 г. , не придобива такава популярност.
Саундтрак към видеоклиповете на флашмоба най-често става изпълнението на песента от ансамбъл „Пентархия“, но също така се използва и озвучението от видеозаписа на песента за Бандера, изпълнен от свещениците на катедралния храм "Света Троица" на УПЦ в Ивано-Франковск, където Олег Луцан също е певец, често се използва. Това видео е записано близо до градския паметник на Степан Бандера по време на тържествата за рождения му ден на 1 януари 2021 г.. Критична статия за него е публикувана и на споменатия по-рано проруски интернет ресурс „СПЖ“.
По-специално, към флашмоб акции „Нашият баща Бандера“ се присъединяват:
- обществени организации „Славянска сеч“ и „Единно семейство на Донецка област“ – в Youtube канала „Патриот Донбаса“ е публикувано видео, на което се вижда как момичета в камуфлаж танцуват на фона на стела на входа на град Славянск, Донецка област, на ремикс на песента "Бащице наш – Бандера, Украйна – майка“[6];
- хористи от Лвовския национален академичен мъжки хоров параклис „Дударик“, изпълняващи песен в ефира на програмата „Вечер с Микола Княжицки“[13];
- студенти на Лвовската национална музикална академия „Микола Лисенко“[14];
- Андрий Хливнюк на неговата страница в Instagram [15];
- Верка Сердючка я изпява през декември 2021 г. по време на снимките на „Дизел шоу“[16].

След пълномащабното нахлуване на руската армия в Украйна, песента „Отче наш – Бандера“ става част от „военната музика“ и символ на борбата и съпротивата на украинците.

На 14 ноември съдът на Гомелския железопътен район (Беларус) нарече песента „Баща наш – Бандера“ екстремистка, като по този начин я забрани на територията на Република Беларус.
Песента се пее на всички събития за рождения ден на Степан Бандера на 1 януари 2022 г. По-специално, на този ден на официалните събития тя бива изпълнена от първоначалните си изпълнители вокален ансамбъл „Пентархия“ в Мемориалния комплекс на С. Бандера в родното му място с. Стари Угринов и също и от свещеници от катедралния храм „Света Троица“ на ПЦУ в гр. Ивано-Франковск близо до градския паметник на С. Бандера.
В същия този ден тя се появява в рок аранжимента на група Romax. Този рок клип бива илюстриран с кадри от съвременната борба за целостта, свободата и независимостта на Украйна и също така и за нетърпимостта към останките от комунистическото наследство.
Народният депутат на Украйна и певица София Федина изпълнява песента на публично събитие в Лвов по повод рождения ден на Степан Бандера. Също така песента бива изпълнена за рождения ден на лидера на Организацията на Украинските Националисти (ОУН) от фронтмена на групата „Мери“ Виктор Виник  .

## Произход на песента
С почти идентична фолклорна мелодия е песента „Затревожиха за момците“, записана в сборника „За волята на Украйна“ , чийто автор Йосип Струцюк стилизира думите към мелодията на по-старата песен „Кукала кукувица, кукала рано“.
Донякъде сходни по съдържание, но с различни мелодии, са известните въстанически песни "Ой там піді Львовом“, „Ой там під Кийовом“  , „Ой, у лісі під дубом зеленим“, „Ой там під Хустом, під дубом зеленим“ и др.